# Creazione di contenuti
Per creazione di contenuti si intende la realizzazione di contenuti destinati a qualsiasi tipo di media al fine di soddisfare le esigenze degli utilizzatori finali, e quindi un pubblico specifico.
Per "contenuto" si intende, in questo caso, "qualcosa che viene espresso attraverso un mezzo, come la parola, la scrittura o una qualsiasi delle varie arti" mediante auto-espressione, distribuzione, marketing e/o pubblicazione di materiale. Chi crea contenuti solitamente mantiene e aggiorna siti web e blog, scrive articoli, opera nel campo della fotografia e della videografia, risponde ai commenti online, gestisce profili di social media, e modifica e distribuisce media digitali. Nel corso di un'indagine del Pew Research Center, la creazione di contenuti è stata definita "l'insieme delle persone materiali che danno il loro contributo nel mondo di Internet". La figura del creatore di contenuti assume oggi un ruolo di rilievo, e può operare come professionista.

## Creatori di contenuti

### Testate giornalistiche
Molte testate giornalistiche, come ad esempio The New York Times, NPR, e CNN, creano costantemente alcuni dei contenuti più condivisi sul web in fatto di notizie di attualità. Stando a un rapporto del 2011 della Scuola per lo studio del giornalismo di Oxford (School for the Study of Journalism) e del Reuters Institute for the Study of Journalism, "i media mainstream danno linfa vitale alle conversazioni sull'attualità nei social media britannici". Laddove l'avvento dei media digitali ha sconvolto le testate giornalistiche tradizionali, molti si sono adattati e hanno iniziato a produrre contenuti progettati per funzionare sul web ed essere condivisi dagli utenti dei social media. Twitter è considerato un importante distributore di ultime notizie tramite formati tradizionali, e molti utenti del sito sono professionisti dei media. La funzione e l'importanza di Twitter nella distribuzione delle notizie è un frequente argomento di discussione e ricerca in campo giornalistico. I contenuti generati dagli utenti, i blog sui social media, e il giornalismo partecipativo hanno cambiato la natura dei contenuti delle notizie nel corso degli anni duemila. Narrative Science si serve dell'intelligenza artificiale per produrre articoli di notizie e interpretare i dati.

### College, università ethink tank
Istituzioni accademiche come i college e le università creano contenuti sotto forma di borse di studio digitali, come ad esempio articoli di giornale, libri bianchi, blog che vengono modificati da un gruppo di accademici, Wiki di classe, o lezioni video strutturate come veri e propri corsi online aperti di massa. Le istituzioni possono talvolta rendere disponibili sul web i dati raw a supporto dei loro esperimenti o delle loro conclusioni attraverso le loro iniziative basate sui dati aperti. I contenuti didattici possono essere raccolti e resi accessibili ad altri accademici o al pubblico attraverso pubblicazioni, banche dati, biblioteche fisiche e digitali. I contenuti accademici possono essere proprietari od open access. I primi sono destinati soltanto agli utenti abbonati o autorizzati. Un'importante rivista o un database accademico può essere closed source, e quindi disponibile ai soli studenti e docenti attraverso la biblioteca dell'istituto. Gli articoli open access sono invece aperti al pubblico, e l'istituzione che pubblica il contenuto si fa carico di finanziare la loro pubblicazione e distribuzione.

### Aziende
I contenuti aziendali comprendono quelli pubblicitari, quelli finalizzati alle pubbliche relazioni, e quelli creati a scopo di lucro. La pubblicità può anche includere contenuti generati automaticamente, blocchi di contenuti generati da programmi, o bot che servono a ottimizzare i motori di ricerca. Le aziende creano anche rapporti annuali che si possono considerare mezzi per la creazione di contenuti in quanto fanno parte del funzionamento della loro azienda, e svolgono una revisione dettagliata del loro anno finanziario. Ciò garantisce agli stakeholder dell'azienda una visione delle prospettive e della direzione presenti e future dell'azienda.

### Artisti e scrittori
Anche opere culturali come la musica, i film, la letteratura e l'arte, sono esempi di contenuti. I libri e gli e-book sono un esempio di contenuto culturale, ma ce ne sono molti altri, come i libri autoediti, l'arte digitale, le fanfiction e le fan art. In alcuni casi, artisti, scrittori e musicisti indipendenti hanno avuto successo condividendo su Internet i loro lavori. Questi cambiamenti hanno rivoluzionato il mondo dell'editoria e dell'industria musicale.

### Diritto
Tramite la diffusione di leggi come il Freedom of Information Act degli Stati Uniti, e la raccolta di dati, i governi possono rendere disponibili su Internet intere categorie di informazioni statistiche, legali o normative. Le biblioteche nazionali e gli archivi statali trasformano documenti storici o pubblici e altri materiali inediti in database e mostre online. In alcuni casi, questo modus operandi ha causato problemi di privacy. Nel 2012, il Journal News dello stato di New York suscitò scalpore quando, pur seguendo una procedura legale, si servì di vari documenti per creare una mappa interattiva online che mostrava la posizione esatta dei proprietari di armi nelle contee di Westchester e Rockland. I governi si servono della creazione di contenuti online per fare propaganda, supportare le forze dell'ordine o garantire la sicurezza nazionale, ma in alcuni casi sono anche stati accusati di utilizzarla per fare disinformazione. In certi casi, la creazione di contenuti può portare a un fenomeno di astroturfing o l'utilizzo dei media per creare una falsa impressione di credenze o opinioni percepite come reali.
I governi possono anche utilizzare contenuti aperti, tra cui registri pubblici e open data al servizio della salute pubblica, obiettivi educativi e scientifici, come mezzi per risolvere complessi problemi di crowdsourcing in ambito politico o per elaborare dati scientifici. Nel 2013, la NASA collaborò con l'azienda per l'estrazione dei minerali spaziali Planetary Resources per rilevare oggetti near-Earth e asteroidi che possono costituire un pericolo per la terra. Descrivendo il lavoro di crowdsourcing della NASA in un'intervista, il dirigente del trasferimento tecnologico David Locke parlò del "surplus cognitivo non sfruttato che esiste nel mondo" e che potrebbe essere utilizzato per aiutare a perfezionare le tecnologie della NASA. Questo è solo un modo in cui il crowdsourcing può essere utilizzato per rafforzare la partecipazione del pubblico alle iniziative del governo. Oltre a rendere il governo più partecipativo, gli archivi aperti e gli open data riescono a rendere un governo più trasparente e meno corrotto.

### Utenti
L'introduzione del web dinamico ha permesso a chi usufruisce dei contenuti di essere maggiormente coinvolto nella generazione e condivisione degli stessi. Anche con l'avvento dei media digitali che si possono utilizzare comodamente da casa, la quantità di contenuti generati dagli utenti è aumentata così come il numero degli utenti che ne fa uso. Secondo il Pew Research Center, l'8% degli utenti adulti "fanno un sacco di belle cosette con la tecnologia dell'informazione, sia a casa che al lavoro". Si stima che, in tutto il mondo, circa un utente di Internet su quattro crea contenuti considerati rilevanti, e gli utenti dei mercati emergenti guidano il mondo nel campo dell'engagement marketing. In seguita a una ricerca, si scoprì che i giovani adulti con un background socioeconomico più elevato tendono a creare più contenuti rispetto a quelli che hanno uno status socioeconomico più basso. Il 69% degli utenti americani ed europei sono "spettatori" che usufruiscono e non creano media online e digitali. Il rapporto tra i creatori di contenuti e la quantità di contenuti che generano viene talvolta definito regola dell'1%, stando alla quale solo l'1% degli utenti di un forum crea quasi tutto il suo contenuto. Le motivazioni per la creazione di nuovi contenuti possono includere, tra le altre ragioni, il desiderio di acquisire nuove conoscenze, le possibilità di pubblicizzare la propria attività, o per prendere iniziative mirate ad aiutare in qualche modo il prossimo. Gli utenti possono anche creare nuovi contenuti per aiutare a realizzare le riforme sociali. Tuttavia, i ricercatori dichiarano che, per essere efficaci, è necessario considerare il contesto, coinvolgere molte persone, e tutti gli utenti devono partecipare nel corso di tutto il processo.
Secondo uno studio del 2011, le minoranze sociali creano contenuti per connettersi con comunità di nicchia online. Lo stesso studio si soffermò sul fatto che molti utenti afroamericani avrebbero approfittato dell'avvento di Internet per creare contenuti prima impossibili da realizzare come mezzo di auto-espressione. Le rappresentazioni delle minoranze da parte dei media sono talvolta imprecise e stereotipate, il che influisce sulla percezione generale che si ha di queste minoranze. Gli afroamericani rispondono alle loro rappresentazioni digitalmente attraverso l'uso di social media come Twitter e Tumblr. Significativa in tal senso, fu la nascita di Black Twitter, una comunità online in cui gli statunitensi di origine subsahariana possono condividere le proprie idee e trovare delle soluzioni ai loro problemi.

#### Utenti adolescenti
Oggigiorno, i giovanissimi che utilizzano Internet hanno più possibilità di accedere ai contenuti online, alle applicazioni che permettono di crearli, e di pubblicare contenuti su media come Facebook, DeviantArt o Tumblr. Nel 2005 circa 21 milioni di adolescenti utilizzavano Internet, e il 57% di essi (che corrispondevano a 12 milioni di individui) erano creatori di contenuti. Il fenomeno della creazione e condivisione di contenuti era molto più diffusa tra i giovani che tra gli adulti. Con l'avvento di Internet, gli adolescenti ebbero accesso a nuove risorse per la condivisione e la creazione di contenuti. La tecnologia sta tutt'oggi diventando sempre più economica e accessibile, il che rende la creazione di contenuti molto più semplice per tutti, compresi gli adolescenti. Alcuni teenager sfruttano queste potenzialità nella speranza di diventare celebrità attraverso piattaforme online come YouTube, mentre altri lo usano per connettersi con gli amici per mezzo dei social network. Ad ogni modo, i giovanissimi sono sempre più inclini a creare contenuti oltre a essere consumatori.

## Controversie

### Qualità
L'aumento dei contenuti anonimi e generati dagli utenti possono costituire al contempo delle opportunità che delle sfide per chi usufruisce di Internet. I blog, e i contenuti creati e/o auto-pubblicati sono accessibili a chiunque, ma possono risultare inattendibili e generare talvolta dei fenomeni di disinformazione, un fattore che peggiora in quanto, solitamente, tali contenuti permangono. Non è pertanto semplice trovare contenuti di qualità che soddisfano le esigenze di informazione degli utenti.

### Metadati
I contenuti digitali sono difficili da organizzare e classificare. I siti web, i forum e gli editori gestiscono in maniera diversa i metadati o le informazioni sul contenuto, come l'autore e la data di creazione. Il perpetuarsi di diversi standard di metadati può creare problemi di accesso e rilevabilità.

### Proprietà intellettuale
La proprietà, l'origine e il diritto di condividere dei contenuti digitali possono essere difficili da istituire. Da un lato, i contenuti generati dagli utenti possono risultare delle sfide per i creatori di contenuti tradizionali per quanto riguarda l'espansione di opere derivate senza licenza e non autorizzate, la pirateria e il plagio. D'altra parte, per tutelare il fenomeno, esistono delle leggi sul copyright, come ad esempio il Digital Millennium Copyright Act emanato negli Stati Uniti, che rendono più difficile la trasformazione dei contenuti in elementi di pubblico dominio.

## Movimenti sociali

### La rivoluzione egiziana del 2011
La creazione di contenuti funge da utile forma di protesta sulle piattaforme di social media. La rivoluzione egiziana del 2011 è un esempio di come la creazione di contenuti possa essere utilizzata per protestare contro i "regimi autoritari in Medio Oriente e Nord Africa nel corso del 2011".[31] Le manifestazioni, che si svolsero in diverse città dell'Egitto come il Cairo, erano dapprima pacifiche, ma degenerarono rapidamente in una serie di violenze. I social media di varie regioni permisero ai manifestanti di comunicare tra loro per sensibilizzare le persone sul tema della corruzione nel governo egiziano e incitarle a ribellarsi. I giovani attivisti che promuovevano la sommossa crearono un gruppo su Facebook conosciuto come "Gioventù progressista della Tunisia".[31]

### Altro
Più recentemente, sono avvenute altre proteste analoghe sui social, come quelle supportate dagli hashtag #MeToo e #BlackLivesMatter, nate rispettivamente per supportare le donne e le comunità afroamericane.